# Jack Lahne
Jack Daniel Kalichi Lahne (* 24. Oktober 2001 in Lusaka, Sambia) ist ein schwedischer Fußballspieler.

## Karriere

### Verein
Lahne begann seine Karriere beim IF Brommapojkarna. Im Mai 2017 stand er erstmals im Profikader des Zweitligisten. Im Juni 2017 gab der Angreifer sein Debüt in der Superettan. Bis zum Ende der Saison 2017 kam er zu sechs Zweitligaeinsätzen, mit Brommapojkarna stieg er zu Saisonende in die Allsvenskan auf. Sein Debüt im schwedischen Oberhaus folgte anschließend im April 2018. In der Saison 2018 kam er zu 19 Einsätzen, in denen er vier Tore erzielte. Mit dem Team stieg er aber direkt wieder aus der Allsvenskan ab.
Im Februar 2019 wechselte Lahne daraufhin leihweise nach Frankreich zum SC Amiens. Noch bevor er ein Spiel für die Franzosen absolvierte, wurde er im April 2019 fest verpflichtet und zurück nach Schweden an den AIK Solna verliehen. Für Solna absolvierte er bis zur Sommerpause neun Spiele im schwedischen Oberhaus. Im Juli 2019 kehrte er nach Amiens zurück. Sein Debüt in der Ligue 1 gab Lahne im November 2019 gegen den HSC Montpellier, bei der 4:2-Niederlage erzielte er auch direkt sein erstes Tor in der höchsten Spielklasse Frankreichs. Dies sollte sein einziger Saisoneinsatz bleiben, im Februar 2020 wurde er zurück nach Schweden an den Örebro SK verliehen. Für Örebro absolvierte er zehn torlose Spiele in der Allsvenskan.
Im Juli 2020 kehrte er wieder nach Amiens zurück, das in seiner Abwesenheit aus der Ligue 1 abgestiegen war. Nach vier Einsätzen in der Ligue 2 wurde Lahne im März 2021 abermals in seine Heimat verliehen, diesmal an den BK Häcken. Dort blieb er aber ohne Ligaeinsatz. Im Juli 2021 kehrte er daraufhin vorzeitig nach Amiens zurück, wo er in der Saison 2021/22 zehn Spiele in der Ligue 2 machte, ehe im Februar 2022 die vierte Leihe folgte; der Stürmer schloss sich Botew Plowdiw in Bulgarien an. Für Botew kam er bis zum Ende der Spielzeit zu neun Einsätzen in der Parwa Liga, in denen er zweimal traf. Zur Saison 2022/23 wurde er nach Ungarn an Újpest Budapest weiterverliehen, für den Hauptstadtklub absolvierte er sechs Spiele in der Nemzeti Bajnokság. Die Leihe nach Ungarn wurde im Februar 2023 vorzeitig beendet, im März 2023 wurde er daraufhin nach Norwegen an Zweitligist Start Kristiansand weiterverliehen. Für Start kam er verletzungsbedingt aber in der Saison 2023 nur zu drei Einsätzen in der 1. Division.
Im Januar 2024 kehrte Lahne nach Frankreich zurück. Bis zum Ende der Spielzeit 2023/24 lief er elfmal in der Ligue 2 auf. Im August 2024 verließ er Amiens nach fünfeinhalb Jahren schließlich endgültig und schloss sich dem norwegischen Zweitligisten Egersunds IK an. Für Egersund spielte er 13 Mal in der 1. Division. Im Januar 2025 wechselte er zum österreichischen Zweitligisten SC Austria Lustenau, bei dem er einen bis 2026 laufenden Vertrag erhielt.

### Nationalmannschaft
Der gebürtige Sambier Lahne spielte zwischen 2016 und 2021 für die schwedischen Jugendnationalteams. Mit der U-17-Auswahl nahm er 2018 an der EM teil. Schweden erreichte das Viertelfinale, Lahne kam in drei von vier Partien zum Zug.